# Maja Pohar
Maja Pohar Perme (* 8. April 1976 in Ljubljana) ist eine slowenische Badmintonspielerin und Wissenschaftlerin. 

## Karriere
Maja Pohar nahm 2000 im Dameneinzel an Olympia teil. Nach einem Freilos in Runde eins verlor sie ihre folgende Partie und wurde somit 17. in der Endabrechnung. In ihrer Heimat Slowenien gewann sie 33 nationale Titel. International war sie in Spanien, Kroatien, Ungarn und der Slowakei erfolgreich.

## Sportliche Erfolge
| Saison    | Veranstaltung                                  | Disziplin   | Platz | Name                      |
| --------- | ---------------------------------------------- | ----------- | ----- | ------------------------- |
| 1990      | Slowenien: Einzelmeisterschaften der Junioren  | Mixed       | 1     | Andrej Pohar / Maja Pohar |
| 1991      | Slowenien: Einzelmeisterschaften der Junioren  | Dameneinzel | 1     | Maja Pohar                |
| 1991      | Slowenien: Einzelmeisterschaften der Junioren  | Mixed       | 1     | Andrej Pohar / Maja Pohar |
| 1992      | Slowenien: Einzelmeisterschaften               | Dameneinzel | 1     | Maja Pohar                |
| 1992      | Slowenien: Einzelmeisterschaften der Junioren  | Damendoppel | 1     | Maja Pohar / Urša Jovan   |
| 1992      | Slowenien: Einzelmeisterschaften               | Damendoppel | 1     | Maja Pohar / Urša Jovan   |
| 1992      | Slowenien: Einzelmeisterschaften               | Mixed       | 1     | Andrej Pohar / Maja Pohar |
| 1993      | Slowenien: Einzelmeisterschaften               | Mixed       | 1     | Andrej Pohar / Maja Pohar |
| 1993      | Slowenien: Einzelmeisterschaften der Junioren  | Damendoppel | 1     | Maja Pohar / Urša Jovan   |
| 1993      | Slowenien: Einzelmeisterschaften der Junioren  | Dameneinzel | 1     | Maja Pohar                |
| 1993      | Slowenien: Einzelmeisterschaften der Junioren  | Mixed       | 1     | Jaka Pelhan / Maja Pohar  |
| 1994      | Slowenien: Einzelmeisterschaften               | Dameneinzel | 1     | Maja Pohar                |
| 1994      | Slowenien: Einzelmeisterschaften               | Mixed       | 1     | Andrej Pohar / Maja Pohar |
| 1994      | Ungarn: Internationale Juniorenmeisterschaften | Damendoppel | 1     | Maja Pohar / Urša Jovan   |
| 1994      | Slowenien: Einzelmeisterschaften               | Damendoppel | 1     | Maja Pohar / Urša Jovan   |
| 1995      | Slovenian International                        | Dameneinzel | 1     | Maja Pohar                |
| 1995      | Slowenien: Einzelmeisterschaften               | Mixed       | 1     | Andrej Pohar / Maja Pohar |
| 1995      | Slovenian International                        | Damendoppel | 1     | Maja Pohar / Urša Jovan   |
| 1995      | Slowenien: Einzelmeisterschaften               | Dameneinzel | 1     | Maja Pohar                |
| 1995      | Slowenien: Einzelmeisterschaften               | Damendoppel | 1     | Maja Pohar / Urša Jovan   |
| 1995      | Slovenian International                        | Mixed       | 1     | Andrej Pohar / Maja Pohar |
| 1996      | Slowenien: Einzelmeisterschaften               | Dameneinzel | 1     | Maja Pohar                |
| 1996      | Slovak International                           | Mixed       | 1     | Andrej Pohar / Maja Pohar |
| 1996      | Slowenien: Einzelmeisterschaften               | Mixed       | 1     | Andrej Pohar / Maja Pohar |
| 1997      | Spanish International                          | Dameneinzel | 1     | Maja Pohar                |
| 1997/1998 | EBU Circuit                                    | Mixed       | 1     | Andrej Pohar / Maja Pohar |
| 1997/1998 | EBU Circuit                                    | Dameneinzel | 1     | Maja Pohar                |
| 1998      | Slovenian International                        | Mixed       | 1     | Andrej Pohar / Maja Pohar |
| 1998      | Slowenien: Einzelmeisterschaften               | Dameneinzel | 1     | Maja Pohar                |
| 1998      | Slowenien: Einzelmeisterschaften               | Mixed       | 1     | Andrej Pohar / Maja Pohar |
| 1999      | Slowenien: Einzelmeisterschaften               | Mixed       | 1     | Andrej Pohar / Maja Pohar |
| 1999      | Slovenian International                        | Mixed       | 1     | Andrej Pohar / Maja Pohar |
| 1999      | Romanian International                         | Mixed       | 1     | Andrej Pohar / Maja Pohar |
| 1999      | Romanian International                         | Dameneinzel | 1     | Maja Pohar                |
| 1999      | Slowenien: Einzelmeisterschaften               | Dameneinzel | 1     | Maja Pohar                |
| 1999      | Croatian International                         | Dameneinzel | 1     | Maja Pohar                |
| 2000      | Slowenien: Einzelmeisterschaften               | Dameneinzel | 1     | Maja Pohar                |
| 2000      | Slowenien: Einzelmeisterschaften               | Mixed       | 1     | Andrej Pohar / Maja Pohar |
| 2000      | Hungarian International                        | Dameneinzel | 1     | Maja Pohar                |
| 2000      | Olympia                                        | Dameneinzel | 17    | Maja Pohar                |
| 2000      | Slowenien: Einzelmeisterschaften               | Damendoppel | 1     | Maja Pohar / Tinka Pelhan |
| 2001      | Slowenien: Einzelmeisterschaften               | Damendoppel | 1     | Maja Pohar / Tinka Pelhan |
| 2001      | Slowenien: Einzelmeisterschaften               | Dameneinzel | 1     | Maja Pohar                |
| 2001      | Slowenien: Einzelmeisterschaften               | Mixed       | 1     | Andrej Pohar / Maja Pohar |
| 2001      | Slovenian International                        | Dameneinzel | 1     | Maja Pohar                |
| 2001      | Hungarian International                        | Mixed       | 1     | Andrej Pohar / Maja Pohar |
| 2002      | Slowenien: Einzelmeisterschaften               | Mixed       | 1     | Andrej Pohar / Maja Pohar |
| 2002      | Slowenien: Einzelmeisterschaften               | Damendoppel | 1     | Maja Pohar / Maja Tvrdy   |
| 2002      | Slowenien: Einzelmeisterschaften               | Dameneinzel | 1     | Maja Pohar                |
| 2003      | Slowenien: Einzelmeisterschaften               | Mixed       | 1     | Aleš Murn / Maja Pohar    |
| 2003      | Slowenien: Einzelmeisterschaften               | Dameneinzel | 1     | Maja Pohar                |
| 2004      | Slowenien: Einzelmeisterschaften               | Mixed       | 1     | Andrej Pohar / Maja Pohar |
| 2005      | Slowenien: Einzelmeisterschaften               | Damendoppel | 1     | Maja Pohar / Ana Kovač    |
| 2005      | Slowenien: Einzelmeisterschaften               | Mixed       | 1     | Andrej Pohar / Maja Pohar |
| 2006      | Slowenien: Einzelmeisterschaften               | Damendoppel | 1     | Maja Pohar / Ana Kovač    |
| 2007      | Slowenien: Einzelmeisterschaften               | Damendoppel | 1     | Maja Pohar / Maja Kersnik |
| 2007      | Slowenien: Einzelmeisterschaften               | Mixed       | 1     | Andrej Pohar / Maja Pohar |